# Pheroliodes monteithi
Pheroliodes monteithi är en kvalsterart som beskrevs av Hunt 1996. Pheroliodes monteithi ingår i släktet Pheroliodes och familjen Pheroliodidae. Inga underarter finns listade i Catalogue of Life.